# Paradiastema monotonia
Paradiastema monotonia är en fjärilsart som beskrevs av Sergius G. Kiriakoff 1979. Paradiastema monotonia ingår i släktet Paradiastema och familjen tandspinnare. Inga underarter finns listade i Catalogue of Life.